# Pyrimidin
Pyrimidin (Y) ist ein sechsgliedriges heterocyclisches aromatisches Amin mit zwei Stickstoffatomen, das nach der systematischen Nomenklatur auch als 1,3-Diazin bezeichnet wird. Der Name leitet sich von gr. pyr = Hitze, Feuer (wegen der Verwandtschaft mit Pyridin) und der Stoffklasse der Amidine ab. Pyrimidin ist der Grundkörper der Stoffgruppe der Pyrimidine.

## Struktur
Pyrimidin zählt als ein Aza-Analoges (Azalog) des Pyridins zu den heteroaromatischen Diazinen.

Verschiedene Darstellungen des Pyrimidinmoleküls.

## Herstellung
Pyrimidin wurde Ende des 19. Jahrhunderts erstmals von Siegmund Gabriel und James Colman aus Barbitursäure synthetisiert. Diese wurde mit Phosphoroxychlorid umgesetzt, wobei 2,4,6-Trichlorpyrimidin erhalten wurde. Enthalogenierung mit Zinkpulver führte zur Zielverbindung. Enthalogenierungen wurden auch mit 2,4-Dichlorpyrimidin und Tetrachlorpyrimidin durchgeführt.

Pyrimidinsynthese aus Barbitursäure

Über 50 Jahre nach Gabriels Entdeckung wurde im Arbeitskreis um Hellmut Bredereck eine Synthese aus C3-Bausteinen und Formamid entwickelt. Als Substitut für den instabilen Malondialdehyd (Propandial) wurden dessen Tetraacetal, 1-Methoxy-1,3,3-triethoxypropan, der Enolether 1,3,3-Triethoxypropen und das Enamin 3-Diethylaminopropenal eingesetzt.

Pyrimidinsynthese aus 1,3,3-Triethoxypropen und Formamid

## Eigenschaften
Pyrimidin bildet farblose, charakteristisch riechende Kristalle, die schon oberhalb von 20–22 °C schmelzen. Oberhalb des Schmelzpunktes liegt eine farblose Flüssigkeit mit einem Normaldrucksiedepunkt bei 124 °C vor. Die molare Verdampfungsenthalpie beträgt 49,89 kJ·mol−1. Die Verbrennungsenthalpie wurde mit −2288,9 kJ·mol−1, die Bildungsenthalpie mit 143,2 kJ·mol−1 bestimmt. Die Verbindung ist in Wasser leicht löslich. Mit Säuren bildet sie Salze.